# Мильбах, Владимир Спартакович
Влади́мир Спарта́кович Мильбах (15 июля 1957, Ленинград — 22 декабря 2024) — российский военный историк, доктор исторических наук (2006), почётный работник высшего профессионального образования Российской Федерации (2015), профессор (2016), один из ведущих специалистов в области изучения репрессий в Рабоче-крестьянской Красной армии.

## Биография
Родился в Ленинграде, по национальности русский. В 1974 году окончил Суворовское военное училище. В 1978 году окончил Ленинградское высшее артиллерийское училище имени Красного Октября.
В 1978—1983 годах проходил службу в Московском военном округе в должностях командира взвода и командира батареи. В 1983—1986 годах находился в распоряжении 10-го главного управления Генерального штаба, военный специалист по боевому применению артиллерии в Республике Мозамбик.
В 1986—1988 годах проходил службу в Московском военном округе в должности командира артиллерийского дивизиона. В 1991 году окончил Артиллерийскую академию имени М. И. Калинина.
В 1991—1998 годах проходил службу в Забайкальском (позже — Сибирском) военном округе в должности начальника оперативного отделения дивизии. В 1998—2003 годах — заместитель начальника факультета военного обучения Иркутского государственного технического университета. В 2002 году присвоено учёное звание «доцент».
В 2003—2010 годах служил в Михайловской военной артиллерийской академии в Санкт-Петербурге, последняя должность — профессор кафедры оперативного искусства. В 2006 г. присвоена учёная степень доктора исторических наук.
Уволен в запас в воинском звании полковник. С 2011 по 2016 год — заведующий кафедрой гуманитарных и социально-экономических дисциплин Михайловской военной артиллерийской академии. Руководитель крупной научной школы, занимающейся исследованием проблем развития Красной армии в межвоенный период. Действительный член (академик) Академии военно-исторических наук с 2011 года.
Был женат, имел сына и дочь.
Умер 22 декабря 2024 года в возрасте 67 лет.

## Научная деятельность
Владимир Спартакович Мильбах является автором более 70 научных работ, половина которых посвящена теме политических репрессий в Рабоче-Крестьянской Красной армии. В том числе написал 7 монографий, 4 статьи в научных изданиях из перечня Высшей Аттестационной Комиссии Российской Федерации и 3 статьи в зарубежных научных изданиях.
В. С. Мильбах внёс большой вклад в разработку репрессивной тематики в Вооружённых силах на региональном материале. Он отмечал, что политические репрессии 1936—1939 годов в формированиях Рабоче-Крестьянской Красной армии на востоке страны — это спланированная, направляемая, жёстко контролируемая из центра кампания по устранению командиров, которые могли быть потенциально опасны существующему политическому руководству на конкретном историческом этапе. При этом боевой готовностью войск было пожертвовано во имя достижения внутриполитических целей.

## Награды
- Медаль «В память 300-летия Санкт-Петербурга»
- Медаль «За отличие в воинской службе» 2 степени
- Юбилейная медаль «70 лет Вооружённых Сил СССР»
- Медаль «200 лет Министерству обороны»
- Медаль «За отличие в военной службе» 1 степени
- Медаль «За безупречную службу» 2 степени
- Медаль «За безупречную службу» 3 степени

## Основные работы

### Монографии
- Мильбах В. С. Политические репрессии комначсостава ЗабВО и 57-го особого корпуса (1937—1938). Иркутск, изд-во ИрГТУ, 2002. — 286 с.
- Мильбах В. С. Особая Краснознамённая Дальневосточная армия (Краснознамённый Дальневосточный фронт). Политические репрессии командно-начальствующего состава, 1937—1938 гг. — СПб.: Изд-во СПбГУ, 2007. — 345 с. — 1000 экз. — ISBN 978-5-288-04193-8.
- Мильбах В. С. Политические репрессии командно-начальствующего состава, 1937—1938 гг. Тихоокеанский флот. — СПб.: Издательство Санкт-Петербургского университета, 2013. — 300 с. — ISBN 978-5-288-04880-7.
- Мильбах В. С. Амурская Краснознамённая военная флотилия. Политические репрессии командно-начальствующего состава, 1937—1938 гг. СПб., изд-во СПб. госуниверситета, 2012. — 208 с. — ISBN 978-5-288-05101-2
- Мильбах В. С. Сибирский военный округ. Политические репрессии командно-начальствующего состава, 1937—1938 гг. СПб., изд-во Санкт-Петербургского госуниверситета, 2012. — 344 с. — ISBN 978-5-288-05290-3
- Григорян А. М., Мильбах В. С., Чернавский А. Н. Политические репрессии командно-начальствующего состава, 1937—1938 гг. Ленинградский военный округ. — СПб.: Издательство Санкт-Петербургского университета, 2013. — 423 с. — ISBN 978-5-288-05282-8.
- Мильбах В. С. Политические репрессии командно-начальствующего состава 1937—1938. Забайкальский военный округ и 57-й особый стрелковый корпус. СПб, изд-во СПб. госуниверситета, 2014 г. — 380 с., ISBN 978-5-288-05508-9.
- Мильбах В. С., Сапожников А. Г., Чураков Д. Р. Политические репрессии командно-начальствующего состава. 1937—1938. Северный флот. СПб, изд-во СПб. госуниверситета, 2014 г. — 240 с., ISBN 978-5-288-05464-8.
- Мильбах В. С., Ларькин В. В. Политические репрессии командно-начальствующего состава. Закавказский военный округ, 1937—1938 гг. СПб.: Изд-во СПбГЭТУ «ЛЭТИ», 2016. — 316 с., ISBN 978-5-7629-1847-3.
- Мильбах В. С., Саберов Ф. К. Политические репрессии командно-начальствующего состава, 1937—1938 гг. Краснознаменный Балтийский флот. — СПб.: изд.-полигр.комплекс «Гангут», 2016. — 384 с., ISBN 978-8-85875-505-0
- Горохов В. В., Мильбах В. С., Саберов Ф. К., Чураков Д. Р. Политические репрессии командно-начальствующего состава, 1937—1938 гг. Черноморский флот. — СПб.: изд.-полигр.комплекс «Гангут», 2017. — 337 с., ISBN 978-85875-524-1
- Мильбах В. С., Фомичёв С. О., Чураков Д. Р. Политические репрессии командно-начальствующего состава, 1937—1938 гг. Уральский военный округ. — СПб.: изд.-полигр.комплекс «Гангут», 2018. — 288 с., ISBN 978-5-85875-536-4
- Мильбах В. С., Павлович С. Л., Чураков Д. Р. Политические репрессии командно-начальствующего состава, 1937—1938 гг. Среднеазиатский военный округ. — СПб.: изд.-полигр.комплекс «Гангут», 2019. — 340 с., ISBN 978-5-85875-565-4
- Мильбах В. С., Негода Н. В., Чураков Д. Р. Политические репрессии командно-начальствующего состава, 1937—1938 гг. Киевский военный округ. — СПб.: изд.-полигр.комплекс «Гангут», 2020. — 926 с., ISBN 978-5-85875-606-4
- Дусин А. В., Мильбах В. С., Чураков Д. Р. Политические репрессии командно-начальствующего состава, 1937—1938 гг. Северо-Кавказский военный округ. — СПб.: изд.-полигр.комплекс «Гангут», 2023. — ISBN 978-5-85875-636-1

### Другие публикации
- Мильбах В. С. Генрих Люшков. Протест или предательство? // Вестник Иркутского Государственного Технического Университета. 2004. № 4. С. 39-41.
- Мильбах В. С. Деятельность политических органов Тихоокеанского флота в период политических репрессий 1937—1938 гг. // Клио. 2007. № 4. СПб., 2007. С. 98-101.
- Мильбах В. С. Укомплектованность командно-начальствующим составом 40-й стрелковой дивизии накануне вооружённого конфликта у озера Хасан // Военно-исторический журнал. 2009. № 3. С. 10-14.
- Мильбах В. С. «Произвол… ослаблял могущество нашей социалистической Родины». «Шпионы» в разведывательном отделе Тихоокеанского флота // Военно-исторический журнал. 2010. № 5. С.52-57.
- Мильбах В. С. 1937 год, дело лейтенанта Синицына. Как расправлялись с часовыми, стоящими у высоких берегов Амура // История в подробностях. 2012. № 6(24), июнь. С. 42-47.